# Национальная стена почёта ЛГБТ
Национальная стена почета ЛГБТ (англ. National LGBTQ Wall of Honor) — мемориальная стена в городе Нью-Йорк, с именами граждан США, которые были названы «пионерами, первопроходцами и героями» в борьбе за права ЛГБТ. Открыта в Стоунволл-инн в июне 2019 года, в рамках празднования пятидесятой годовщины Стоунволлских бунтов. Входит в Стоунволлский национальный памятник в Гринвич-Виллидж — первый Национальный памятник, посвящённый истории ЛГБТ в США.
Первые пятьдесят имён были объявлены в июне 2019 года и внесены на стену 27 июня 2019 года в рамках мероприятий, посвящённых пятидесятой годовщины Стоунволлских бунтов, которые проходили в течение июня, провозглашённого месяцем прайда в Нью-Йорке. Было принято решение ежегодно добавлять на стену почёта по пять новых имён.

## Список имён

### Б
- Гилберт Бейкер (2.06.1951 — 31.03.2017) — художник, гражданский активист, автор Флага свободы, ставшего всемирным символом ЛГБТ.
- Джеймс Болдуин (2.08.1924 — 1.12.1987) — писатель, гражданский активист, исследователь расовых, сексуальных и классовых различий в обществе США.
- Лорена Борхас[англ.] (29.05.1960 — 30.03.2020) — гражданская активистка, борец за права иммигрантов и трансгендеров, «мать латиноамериканских транссексуалов» в Куинсе.
- Мелвин Бузер[англ.] (21.06.1945 — 6.03.1987) — гражданский активист, борец за права афроамериканцев, ЛГБТ и людей с ВИЧ/СПИДом, член Демократической и Социалистической партий США, первый открытый гомосексуал, выдвинутый на пост вице-президента США в 1980 году.

### В
- Брюс Реймонд Вёллер[англ.] (12.05.1934 — 13.02.1994) — биолог, автор термина СПИД, гражданский активист, соучредитель Национальной рабочей группы по проблемам геев и лесбиянок, участник первой в истории США встречи президента страны с открытыми геями и лесбиянками и первого официального обсуждения прав ЛГБТ в Белом доме в 1977 году.

### Г
- Барбара Гиттингс[англ.] (31.07.1932 — 18.02.2007) — гражданская активистка, участница первых акций протеста геев и лесбиянок[англ.], основательница отделения организации «Дочери Билитис» в Нью-Йорке, редактор журнала «Лестница», организатор ЛГБТ-группы Американской библиотечной ассоциации для продвижения позитивной литературы о гомосексуализме в библиотеках, добилась от Американской психологической ассоциации устранения гомосексуализма из Диагностического и статистического руководства по психическим расстройствам.

### Д
- Сторме Деларвери[англ.] (24.12.1920 — 24.05.2014) — певица, конферансье, гражданская активистка, первой оказавшая сопротивление полиции и положившая начало Стоунволлским бунтам, «Роза Паркс ЛГБТ-сообщества», член организации Освободительное движение геев и лесбиянок.
- Марша Пи Джонсон[англ.] (24.08.1945 — 6.07.1992) — художница, гражданская активистка, борец за права ЛГБТ и людей с ВИЧ/СПИДом, участница Стоунволлских бунтов, соучредитель Фронта освобождения геев в Нью-Йорке и Революционно действующих уличных трансвеститов[англ.], член организации СПИД-коалиция для мобилизации силы (ACT UP).
- Джун Миллисент Джордан[англ.] (9.07.1936 — 14.06.2002) — поэтесса, эссеист, педагог, гражданская активистка, исследовательница вопросов пола, расы, иммиграции и представительства в обществе США, популяризатор афроамериканского диалекта английского языка, феминист- и квир-теоретик.

### Й
- Кристин Йоргенсен (30.05.1926 — 3.05.1989) — первая трансгендерная женщина в США, прошедшая через операцию по смене пола, в том числе с использованием эстрогена, борец за права трансгендеров.

### К
- Фрэнклин Эдвард Камени (21.05.1925 — 11.10.2011) — гражданский активист, борец за права ЛГБТ, первый гражданин США, который подал гражданский иск в суд, оспаривая своё увольнение по признаку сексуальной ориентации, соучредитель Общества Маттачине в Вашингтоне, инициатор первых акций протеста геев и лесбиянок[англ.], соучредитель Альянса активистов геев и лесбиянок[англ.], добился от Американской психологической ассоциации устранения гомосексуализма из Диагностического и статистического руководства по психическим расстройствам и отмены закона «Не спрашивай, не говори» от 2010 года[англ.].
- Альфред Чарлз Кинси (23.06.1894 — 25.08.1956) — биолог и сексолог, основатель Института Кинси для исследований в области пола, сексуальных отношений и репродукции человека, автор шкалы Кинси и отчётов конца 1940-х — начала 1950-х годов, чьи исследования в области сексуальности человека изменили отношение в научной среде к женской сексуальности, гомосексуальности и бисексуальности.
- Майкл Коллен (11.04.1955 — 27.12.1993) — певец, композитор, гражданский активист, борец за права людей с ВИЧ/СПИДом.
- Лоренс Дэвид Крамер (25.06.1935 — 27.05.2020) — драматург, прозаик, кинопродюсер, гражданский активист, борец за права ЛГБТ и людей с ВИЧ/СПИДом, соучредитель организаций Кризис здоровья у гомосексуалов и СПИД-коалиция для мобилизации силы (ACT UP).
- Киёши Куромия[англ.] (9.05.1943 — 10.05.2000) — гражданский активист, пацифист, борец за права ЛГБТ и людей с ВИЧ/СПИДом, соучредитель Фронта освобождения геев в Филадельфии, открытый делегат от гомосексуалов на съезде партии Чёрная пантера, помощник Мартина Лютера Кинга, активист прямого действия в организациях СПИД-коалиция для мобилизации силы (ACT UP) и Люди со СПИДом[англ.] (PWA), основатель проекта «Критический путь» и ведущий истец по делу «Куромия против Соединенных Штатов Америки» в Верховном суде США, выступавший за легализацию марихуаны в медицинских целях.

### Л
- Кристэл Лабейжа[англ.] (ум. 1982) — гражданский активист, основатель Дома Лабейжа[англ.] и основоположник «бальных домов» — семей трансвеститов в драг-культуре, борец против системного расизма.
- Филлис Энн Лайон (10.10.1924 — 9.04.2020) — феминистка, гражданская активистка, борец за права ЛГБТ, соучредитель организации Дочери Билитис — первой общественно-политической организации лесбиянок в США, редактор журнала организации «Лестница», одна из первых открытых лесбиянок в Национальной женской организации.
- Кристофер Ли[англ.] (4.09.1964 — 22.12.2012) — режиссёр, гражданский активист, борец за права трансгендеров, соучредитель Сан-Францисского трансгендерного кинофестиваля — первого в мире фестиваля трансгендерного кино и искусства.
- Одри Джеральдин Лорд (18.02.1934 — 17.11.1992) — поэтесса, библиотекарь, феминистка, гражданская активистка, борец за права афроамериканцев и ЛГБТ.

### М
- Дэл Мартин (5.05.1921 — 27.08.2008) — феминистка, гражданская активистка, борец за права ЛГБТ, соучредитель организации Дочери Билитис — первой общественно-политической организации лесбиянок в США, редактор журнала организации «Лестница», одна из первых открытых лесбиянок в Национальной женской организации.
- Харви Милк (22.05.1930 — 27.11.1978) — гражданский активист, борец за права ЛГБТ, первый открытый гомосексуал, избранный чиновником в истории США, член Совета наблюдателей Сан-Франциско, жертва гомофобии, посмертно награждён Президентской медалью свободы в 2009 году.
- Джеффри Монтгомери[англ.] (9.05.1953 — 18.07.2016) — гражданский активист, борец за права ЛГБТ, исполнительный директор Фонда «Треугольник», защитник интересов ЛГБТ, пострадавших от рук гомофобов.
- Джинн Мэнфорд[англ.] (4.12.1920 — 8.01.2013) — школьная учительница, гражданская активистка, гетеросексуальный союзник ЛГБТ, учредительница группы поддержки «Родители, семьи и друзья лесбиянок и геев» (PFLAG), за что в 2012 году была награждена Президентской медалью для гражданских лиц.
- Леонард Мэтлович (6.07.1943 — 22.06.1988) — ветеран войны во Вьетнаме, инструктор, награждённый медалями Пурпурное сердце и Бронзовая звезда, первый военнослужащий открыто заявивший о своей гомосексуальности, борец за право гомосексуалов на службу в армии.

### О
- Ванда Олстон[англ.] (7.04.1959 — 16.03.2005) — феминистка и гражданская активистка, основательница Национальной организации за женщин (NOW) и национальных маршей ЛГБТ, член Демократической партии США.

### П
- Пэт Паркер[англ.] (20.01.1944 — 19.06.1989) — поэтесса, феминистка, гражданская активистка, член партии Чёрные пантеры, Революционного совета чернокожих женщин, соучредитель Коллектива женской прессы (WPC), борец за права афроамериканцев, ЛГБТ и против бытового насилия.

### Р
- Байард Растин (17.03.1912 — 24.08.1987) — гражданский активист, борец за права афроамериканцев, ЛГБТ, учредитель организации «Всадники свободы», организатор правозащитных маршей, в 2013 году посмертно был награждён Президентской медалью для гражданских лиц.
- Сильвия Ривера[англ.] (2.07.1951 — 19.02.2002) — гражданская активистка, борец за права ЛГБТ, одна из первых борцов за права трансгендеров, член организации Фронт освобождения геев в Нью-Йорке, соучредитель Революционно действующих уличных трансвеститов[англ.], группы, оказывающей помощь бездомным молодым гомосексуалам, беспризорникам, трансвеститам и трансгендерным женщинам.
- Эдриенн Сесил Рич (16.05.1929 — 27.03.2012) — поэт, феминистка, гражданская активистка, борец за права лесбиянок, критиковала жесткие формы феминистской идентичности и ценила женский континуум солидарности и творчества.
- Крейг Родуэлл[англ.] (31.10.1940 — 18.06.1993) — гражданский активист, в ноябре 1967 года основал Книжный магазин «Мемориал Оскара Уайльда» — первый книжный магазин, посвящённый творчеству писателей геев и лесбиянок, участник гомофильского движения в 1960-х годах, главный инициатор создания организации Наследие прайда[англ.].
- Эрик Роуфс[англ.] (31.08.1954 — 26.06.2006) — педагог, писатель, гражданский активист, борец за права ЛГБТ, директор Лос-Анджелесского центра геев и лесбиянок, исполнительный директор Шанти Проджект, некоммерческой организации по борьбе со СПИДом, профессор педагогики в Государственном университете имени Гумбольдта в Аркате, штат Калифорния, член совета Национальной целевой группы геев и лесбиянок.
- Вито Руссо (11.07.1946 — 7.11.1990) — киновед, писатель, автор книги «Целлулоидный шкаф» (1981) — справочника по гомосексуализму в истории киноиндустрии США, гражданский активист, борец за права ЛГБТ, соучредитель Союза геев и лесбиянок против диффамации (GLAAD).
- Чак Рэнслоу[англ.] (26.08.1929 — 29.06.2017) — фотограф, бизнесмен, гражданский активист, пионер современной гомоэротической фотографии, создатель аксессуаров для гомосексуальных мужчин, внёс значительный вклад в развитие кожной субкультуры, в 1958 году в Гоулд-Косте открыл первый в мире бар для любителей одежды и изделий из натуральной кожи, основал Кожаные архив и музей в Чикаго.

### С
- Льюис Грейдон Салливэн[англ.] (16.06.1951 — 2.03.1991) — писатель, гражданский активист, первый трансгендер — открытый гомосексуал, указавший на понимание сексуальной ориентации и гендерной идентичности как отдельных, не связанных между собой понятий, основатель Международной организации трансгендерных мужчин.
- Педро Пабло Самора-и-Диас (29.02.1972 — 11.11.1994) — телеведущий, гражданский активист, борец за права людей с ВИЧ/СПИДом, первый открытый гомосексуальный и ВИЧ-положительный человек, заявивший о себе в средствах массовой информации, участник первой церемонии бракосочетания гомосексуальной пары по телевидению, ставшей вехой в истории американских СМИ.
- Хосе Хулио Саррия[англ.] (13.12.1922 — 19.08.2013) — травести-актёр, гражданский активист, борец за права ЛГБТ, первый открытый гомосексуал, ставший кандидатом на государственную должность в США в 1961 году, основатель Имперской придворной системы — одной из старейших и крупнейших ЛГБТ-организаций в мире, с отделениями по всей Северной Америке.
- Шон Фрэнклин Сассер[англ.] (25.10.1968 — 7.08.2013) — педагог, кондитер, гражданский активист, участник первой церемонии бракосочетания гомосексуальной пары по телевидению, ставшей вехой в истории американских СМИ.
- Барбра Касбар Сиперстейн[англ.] (20.11.1942 — 3.02.2019) — гражданская активистка, борец за права трансгендеров, выступала за включение гендерных вопросов в законы о дискриминации и преступлениях на почве ненависти, первая трансгендерная женщина, ставшая членом Национального комитета Демократической партии в 2009 году.
- Эме Стивенс[англ.] (7.12.1960 — 12.05.2020) — гражданская активистка, директор похоронного бюро, борец за права транссексуалов, поданный ею иск в Верховный суд США в 2020 году дополнил Закон о гражданских правах 1964 года защитой геев, лесбиянок и транссексуалов от дискриминации по признаку пола.

### У
- Эдит Уиндзор[англ.] (20.06.1929 — 12.09.2017) — менеджер по технологиям в IBM, гражданская активистка, в 2013 году стала ведущим истцом Верховном суде США в деле «Соединенные Штаты Америки против Уиндзор», который отменил Раздел 3 «Закона о защите брака», предоставив в США однополым парам возможность для заключения брака.
- Сони Уолф[англ.] (1948 — 25.04.2018) — мотоциклистка, ветеран ВВС США, участница войны во Вьетнаме, гражданская активистка, соучредитель организации Лесбиянки на мотоциклах[англ.] (DOB) в Сан-Франциско, последовательный защитник термина «дайк»[англ.].
- Патриша Нелл Уоррен (15.06.1936 — 9.02.2019) — поэт, прозаик, редактор, журналист, автор ряда бестселлеров с гомосексуальными персонажами.
- Вирджиния Урибе[англ.] (20.12.1933 — 30.03.2019) — педагог, консультант и пропагандист образования среди ЛГБТ-молодёжи, основательница Проекта 10 — программы предотвращения исключения ЛГБТ-молодежи из образовательных учреждений, борец с преследованием ЛГБТ-подростков в школах.
- Джанет Уэйнберг[англ.] (3.04.1955 — 1.09.2018) — инвалид, борец за права лесбиянок с ограниченными возможностями, руководитель организаций Кризис здоровья у гомосексуалов (GMHC), Образовательный альянс[англ.], Общественный центр лесбиянок, геев, бисексуалов и трансгендеров.

### Ф
- Лесли Фейнберг (1.09.1949 — 15.11.2014) — писатель, гражданский активист, борец за права ЛГБТ, автор важных работ в области гендерных исследований и большей части терминологии, касающейся гендерной идентичности.

### Х
- Кит Харинг (4.05.1958 — 16.02.1990) — художник, автор многочисленных граффити на политические и гражданские темы, касавшиеся прав ЛГБТ и людей с ВИЧ/СПИДом.
- Эверетт Линн Харрис[англ.] (20.06.1955 — 23.06.2009) — писатель, исследовавший положение гомосексуальных афроамериканцев, прежде всего феминных, вынужденных скрывать идентичность, автор ряда книг в списке бестселлеров по версии издания «Нью-Йоркское время».
- Си Уэйн Хасси (ум. 1983) — гражданский активист, один из первых открытых гомосексуалов на Аляске, первый лауреат премии «Общественная служба Питера Диспирито», врученной «лицу, избранному общинами геев и лесбиянок Аляски, которое внесло наибольший вклад в развитие общества».
- Генри Хей[англ.] (7.04.1912 — 24.10.2002) — гражданский активист, член Общества Маттачине, соучредитель организации Радикальные феи.
- Дайана Хемингуэй (1970 — 20.12.2016) — художник, гражданская активистка, борец за права трансгендеров, квиров, секс-работников, инвалидов, выступала в защиту социальной справедливости и против расизма.
- Эссекс Хемпфил[англ.] (16.04.1957 — 4.11.1995) — поэт, прозаик, гражданский активист, исследователь ЛГБТ-сообщества афроамериканцев в США.
- Бренда Ховард[англ.] (24.12.1946 — 28.06.2005) — феминистка, гражданская активистка, борец за права бисексуалов и полиаморов, «Матерь прайда», координатор первого марша достоинства ЛГБТ в 1970 году, автор идеи недельной серии прайда, член организаций Фронт освобождения геев, Альянс гей-активистов, СПИД-коалиция для мобилизации силы, Квир Нация[англ.], Бисексуальная сеть США[англ.], Нью-Йоркская бисексуальная сеть[англ.].

### Ш
- Мэттью Уэйн Шепард (1.12.1976 — 12.10.1998) — жертва гомофобии, студент, открытый гомосексуал, которого избили, подвергли пыткам и оставили умирать из-за его сексуальной ориентации в октябре 1998 года; убийство привлекло внимание международного сообщества к насилию в отношении ЛГБТ-сообщества и в 2009 году стало основанием для принятия Закона Мэттью Шепарда и Джеймса Берда-младшего о предотвращении преступлений на почве ненависти.
- Рэнди Шилтс[англ.] (8.08.1951 — 17.02.1994) — журналист, писатель, репортёр, в 1981 году стал первым открытым гомосексуальным репортёром в средствах массовой информации в США, автор книг «Мэр Кастро-стрит: жизнь и времена Харви Милка» (1982), «И группа, на которой играли: политика, люди и эпидемия СПИДа» (1987), «Непослушное поведение: геи и лесбиянки в США. Военные от Вьетнама до Персидского залива» (1993).

### Э
- Пола Эттелбрик[англ.] (1954/1955 — 7.10.2011) — юрист, педагог, пионер движения за права ЛГБТ, директор организаций Лямбда Легал, Национальный центр по правам лесбиянок[англ.] (NCLR), Национальная рабочая группа по проблемам геев и лесбиянок, Международная комиссия по правам геев и лесбиянок[англ.], возглавляла Фонд сообщества Стоунволл.